# Our Lady of the Isles

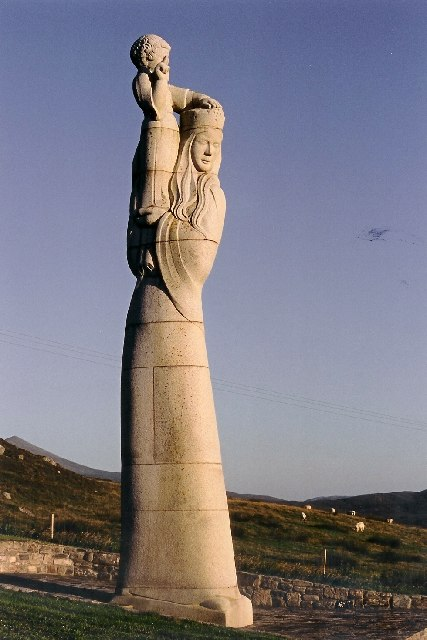
Our Lady of the Isles

Our Lady of the Isles (schottisch-gälisch Bana thighearna nan Eilean) ist eine neun Meter hohe Marienstatue auf der schottischen Hebrideninsel South Uist. Sie steht abgeschieden im nördlichen Teil der Insel an den Hängen des Rueval nahe der A865. Von dieser aus ist sie durch einen asphaltierten Fußweg zu erreichen. Die Statue wurde 2007 in die schottische Denkmalliste in der Kategorie B aufgenommen.
Die Skulptur wurde zwischen 1955 und 1957 von Hew Lorimer, Sohn des Architekten und Designers Sir Robert Lorimer, aus weißem Granit geschaffen. John Morrison, ein lokaler Geistlicher, gab die von den Inselbewohnern finanzierte Statue in Auftrag. Am 15. August 1958 segnete sie Bischof Kenneth Grant schließlich ein. Die Skulptur zeigt eine stehende Madonna, die das Jesuskind in Schulterhöhe hält. Das Jesuskind hebt hierbei segnend seine rechte Hand, während die Linke auf dem bekrönten Haupt der Madonna ruht. Beide Figuren sind in angedeutete einfache Roben gekleidet. Die Madonna weist die typischen Gesichtszüge einer Inselbewohnerin auf und zählt zu Lorimers meistbeachteten Kunstwerken.

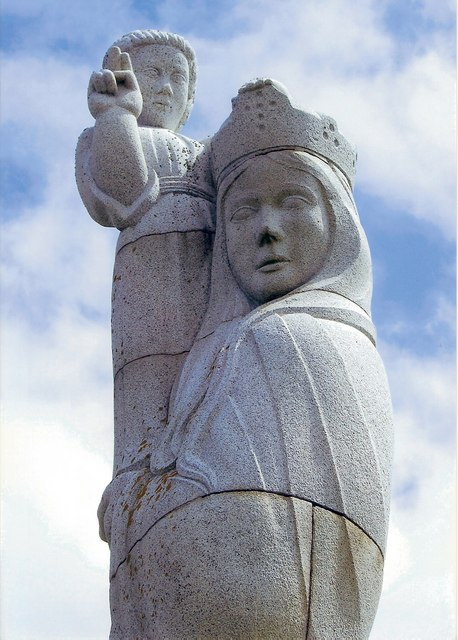
Gesichtszüge im Detail
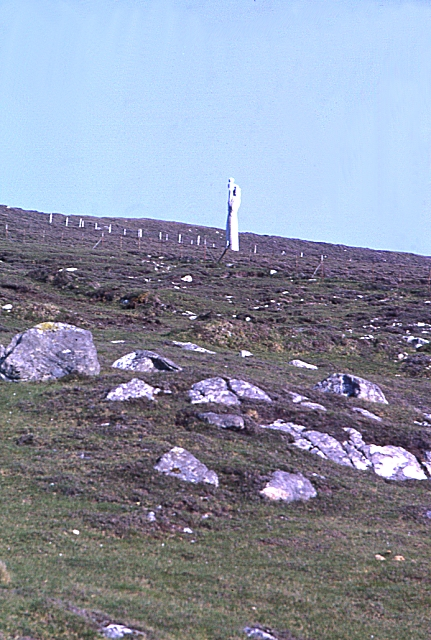
Isolierte Lage der Statue
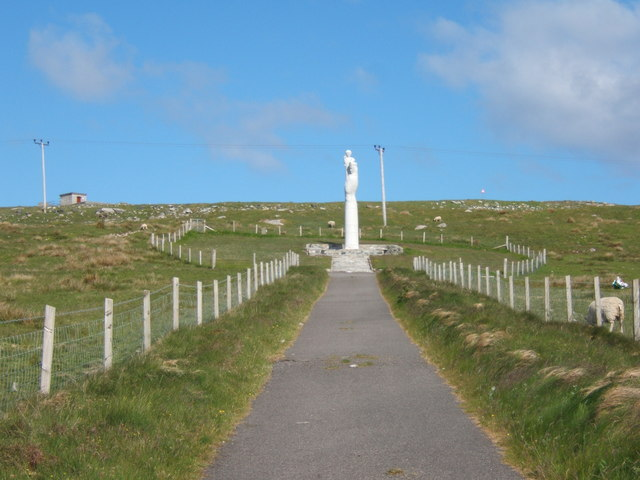
Fußweg zur Statue